# Institut Alacantí de Cultura Juan Gil-Albert
L'Institut Alacantí de Cultura Juan Gil-Albert és un organisme autònom local, adscrit a la Diputació d'Alacant, creat al començament dels anys vuitanta, prenent el nom d'aquest poeta, novel·lista i assagista alcoià, i emmarcat en el Patronat Josep Maria Quadrado del Consell Superior d'Investigacions Científiques (CSIC).
Entre d'altres, els seus objectius son els de promoure, realitzar i col·laborar en treballs d'investigació, estudis i manifestacions culturals; promoure i donar suport a treballs d'investigació, estudi i activitats de caràcter artístic, gràfic i plàstic; produir i editar treballs científics d'interés i de promoció de la cultura; constituir un fons documental; col·laborar amb institucions docents, culturals o artístiques; organitzar trobades, conferències, cursos, certàmens i tota classe de manifestacions culturals artístiques.
El seu antecessor és l'Instituto de Estudios Alicantinos (IDEA o IEA), creat el 1951. Des de l'any 2008, té la seua seu a la Casa Bardín.